# Srebreno
Srebreno falu Horvátországban, Dubrovnik-Neretva megyében. Közigazgatásilag Župa dubrovačka községhez tartozik, a község központi települése.

## Fekvése
A Dubrovnik városától légvonalban 9, közúton 11 km-re délkeletre, az Adria-parti főút mentén Kupari és Mlini között, a szépséges Župai-öbölben fekszik.

## Története
A település neve latin eredetű, mely a mai Župa „Brenum” nevéből ered, a "sub Breno" a latin "Sub Brenum"ból származik és Brenum alatti helyet jelöl. A térség régészeti leletei alapján megállapítható, hogy Srebreno területe már ősidők óta lakott. A legrégibb itt élt ismert nép az illírek egyik harcias törzse, az ardiaták voltak, akik az i. e. 4. századból hagyták itt nyomaikat. A magaslatokon épített erődített településeken éltek és kőből emelt halomsírokba temetkeztek. Illír erődítmény maradványai találhatók a szomszédos Kupari határában fekvő a Goričina nevű magaslaton és az ókorból származik a Goričina-foknál található kikötő is. A rómaiak hosszú harcok után végül i. e. 135-ben verték le az ardiatákat. Közigazgatási központjuk innen délkeletre, a mai Cavtat melletti Donji Obod területén fekvő Epidaurum városa volt. Az itteni kikötő is ezzel a kolóniával volt kapcsolatban. Kupari és Dubac között máig fennmaradt a rómaiak által épített út egy része. A Nyugatrómai Birodalom bukása után a keleti gótok özönlötték el a térséget, őket 537-től 1205-ig kisebb megszakításokkal a bizánciak követték. A 7. században avarok és a kíséretükben érkezett szlávok, a mai horvátok ősei árasztották el a területet. A várakat lerombolták és az ellenálló lakosságot leöldösték. Így semmisült meg a mindaddig fennálló Epidaurum. A túlélő lakosság előbb Župára, majd Raguzába menekült.
Srebreno első írásos említése 1294-ben történt a mrkan-szigeti bencés apátság birtokának részeként. A középkorban területe a Raguzai Köztársasághoz tartozott. A környező településekhez hasonlóan itt is több raguzai családnak volt háza. A lakosság 1806-ban sokat szenvedett a montenegrói és orosz hadak pusztításától, akik sok házat, épületet kifosztottak és leromboltak. Az ostromló hadakat a franciák kényszerítették visszavonulásra. A köztársaság bukása után 1806-ban Dalmáciával együtt ez a térség is a köztársaságot legyőző franciák uralma alá került, de Napóleon bukása után 1815-ben a berlini kongresszus Dalmáciával együtt a Habsburgoknak ítélte. 1857-ben 33, 1910-ben 26 lakosa volt. 1918-ban az új szerb-horvát-szlovén állam, majd később Jugoszlávia része lett. A délszláv háború idején 1991 októberében a jugoszláv hadsereg és a szerb szabadcsapatok foglalták el a települést, melyet kifosztottak és felégettek. A legnagyobb károk az Orlando szállodát érték, ahol a helyi lakosság többsége dolgozott. A lakosság a közeli Dubrovnikba menekült és csak 1992 tavaszán térhetett vissza. A háború után rögtön megindult az újjáépítés. Dubrovnik közelsége és a turizmus növekedése miatt lakossága az utóbbi két évtizedben ugrásszerűen nőtt. 2011-ben 428 lakosa volt, akik főként turizmussal, vendéglátással foglalkoztak. Srebrenon iskola, orvosi rendelő, kereskedelmi központ, kávézók, bárok és éttermek találhatók.

## Népesség
| Lakosság változása | Lakosság változása | Lakosság változása | Lakosság változása | Lakosság változása | Lakosság változása | Lakosság változása | Lakosság változása | Lakosság változása | Lakosság változása | Lakosság változása | Lakosság változása | Lakosság változása | Lakosság változása | Lakosság változása | Lakosság változása |
| ------------------ | ------------------ | ------------------ | ------------------ | ------------------ | ------------------ | ------------------ | ------------------ | ------------------ | ------------------ | ------------------ | ------------------ | ------------------ | ------------------ | ------------------ | ------------------ |
| 1857               | 1869               | 1880               | 1890               | 1900               | 1910               | 1921               | 1931               | 1948               | 1953               | 1961               | 1971               | 1981               | 1991               | 2001               | 2011               |
| 33                 | 0                  | 22                 | 26                 | 27                 | 26                 | 0                  | 0                  | 49                 | 92                 | 109                | 116                | 0                  | 0                  | 546                | 428                |

(Lakosságát 1869-ben, 1921-ben és 1931-ben Brašinához, 1981-ben és 1991-ben pedig Dubrovnikhoz számították.)

## Nevezetességei
- A tengerparti sor északkeleti végén, a Turčinović-Miloslavić épületkomplexum előkertjének területén található Jézus szentséges szíve tiszteletére szentelt kápolnája.[4] Homlokzata délre, a tengerparti útra és a tengerre néz. A kápolna építése során a kert kerítésfalának egy részét eltávolították, és a kápolna előtt keskeny kiemelkedő részt alakítottak ki, amelyet korlát veszi körül, és amelyre az út szintjéről egy kisebb lépcső vezet. A kápolna téglalap alaprajzú, A külső építészeti elemek betonból és vakolatból készültek, és a sárgára festett falfelületekhez képest fehérrel vannak hangsúlyozva. A kápolnát 1913-ban építtette a családi birtokon Silvo Miloslavić pap.

- Madeško épületegyüttes a Szent Miklós templommal. A 16. században a Bunić család építette, 1976-ban megújították. Templom egykor Limai Szent Róza tiszteletére volt szentelve. A Madeško család tulajdona.

- Ókori kikötő maradványai a Župai-öbölben, a Goričina-foknál.[5] A régészeti lelőhelyen kisebb-nagyobb amforák, amforafedők, tálak, tányérok, poharak és más edények töredékei kerültek elő. A görög és római eredetű leletek kora jellemzően az i. e. 2. századtól az 1. századig terjedő időszak. A kikötő a tágabb értelemben vett Epidaurum kolóniájához tartozott.

- Ókori település maradványai a Goričina-hegyen.

## Gazdaság
A helyi gazdaság alapját a turizmus és vendéglátás képezi. A turizmus kezdetei itt régi időkre, 1924-re nyúlnak vissza. A település egyetlen szállodája az Orlando szálloda a délszláv háború idején súlyosan megrongálódott és ma is felújításra vár. A helyi strand hosszú, homokos partjával kellemes és biztonságos fürdőzést biztosít a gyermekek és a felnőttek számára. További, valamennyire fejlett gazdasági ágak még a halászat, a mezőgazdaság és a kereskedelem. 2014-ben új kereskedelmi központ építése kezdődött meg a településen.

## Oktatás
A településen alapiskola működik.